# Pekka Saarelainen (Radsportler)
Pekka Saarelainen (* unbekannt) ist ein ehemaliger finnischer Radrennfahrer und nationaler Meister im Radsport.

## Sportliche Laufbahn
Saarelainen war im Bahnradsport und im Straßenradsport aktiv. Er gewann die finnische Meisterschaft im 1000-Meter-Zeitfahren 1962. 1963 und 1964 konnte er diesen Titel verteidigen. Im Tandemrennen wurde er 1966, 1967 und 1976 nationaler Meister. 1968 kam der Titel in der Mannschaftsverfolgung dazu. 1970 war er erneut erfolgreich, Kalevi Eskelinen und Raimo Nieminen holten mit ihm den Titel. 1973 wurde er erneut Meister in dieser Disziplin, ebenso wie 1974, als Raimo Nieminen und Risto Holmsten mit ihm im Team fuhren. In der Meisterschaft im Zweier-Mannschaftsfahren gewann er 1971 und 1975 den finnischen Titel.
1961 und 1966 startete er in der Internationalen Friedensfahrt. Er beendete beide Rundfahrten nicht.

## Familiäres
Seine Tochter Sari Saarelainen war ebenfalls Radrennfahrerin.